# كارل فرديناند آدم
كارل فرديناند آدم (بالألمانية: Karl Ferdinand Adam) هو ملحن ألماني، ولد في 22 ديسمبر 1806 في Constappel ‏ في ألمانيا، وتوفي في 23 ديسمبر 1868.